# Saldanha Rolim
Saldanha Rolim (Parambu, 1960), é um cantor e compositor brasileiro.[carece de fontes?]

## Biografia
Saldanha Rolim nasceu no município de Parambu e, logo em seguida, passou a morar na cidade de São Luís do Maranhão, onde passou parte da infância e juventude. Aos dezessete anos de idade participava de movimentos culturais estudantis no Nordeste, especialmente nas capitais cearense e maranhense.
Sua educação formal se deu em um seminário de frades franciscanos situado na cidade de Fortaleza, onde ele aprendeu as primeiras noções de música e a tocar violão.
Ele pertence à segunda geração de artistas nordestinos que, no início da década de 80, lançaram-se nas regiões sudeste e sul do país. Sua obra é caracterizada pela influência de Luiz Gonzaga e Jackson do Pandeiro, dois artistas que representam a essência do cancioneiro nordestino.
Em 1984, ele participou da turnê internacional “Das terras de Benvirá” que Geraldo Vandré realizou na América do Sul, onde conheceu Saulo Laranjeira, dando início a uma parceria que dura mais de três décadas.
No dia 4 de outubro de 1989, ela participou do espetáculo musical “Cantoria da Terra” realizado no Rio de Janeiro, e integrante de um projeto que abordava a cultura e o meio ambiente nas mais distintas expressões culturais e artísticas, show que contou com a participação de Dércio Marques, Rubinho do Vale, Fred Martins, Juraildes da Cruz, entre outros.
Desde então, ele vem realizando shows pelo Brasil no qual ele desenvolveu um estilo próprio ao proporcionar um novo sotaque à rítmica nordestina.
Em 1999, Saldanha Rolim participou com o grupo "Família Alcântara", grupo afro mineiro de MPB, de uma turnê na Itália em que eles representaram o Brasil em nove festivais de verão realizados naquele país, com destaque para Gênova, Milão, Turim e Nápoles, turnê que contribuiu para divulgar a música brasileira e a MPB na Europa.
Em 2007 realizou um espetáculo musical na cidade de Serpa (Portugal) chamado "Brasil – Usina da Alegria". E no ano seguinte retorna a Portugal com o espetáculo "Saldanha Rolim e os Tambores de Cantaria", uma turnê realizada em Portugal, com destaque para os espetáculos em Serpa e Caminha.
Em 2011, Saldanha Rolim ao lado de Saulo Laranjeira realiza a turnê "Saulo Laranjeira e Saldanha Rolim cantam Vandré e Gonzagão" que percorre o interior do Brasil.
Durante o ano de 2015, Saldanha Rolim organizou o espetáculo musical "África Brasil" com o cantor senegalês Zal Sissokho, no qual se realizou um diálogo envolvendo a diversidade rítmica dos distintos continentes do Planeta.

## Obras

### Discografia Selecionada
- Rosa Miúda (1988)

Saldanha Rolim
Sinfonia Discos.
- Morenô (1993)[2]

Saldanha Rolim
Sinfonias Discos.
- Forró For All (1994)[2]

Saldanha Rolim
Alca.
- Festa Brasil (2000)

Saldanha Rolim
Putumayo.
- Brasil Usina da Alegria (2004)

Saldanha Rolim
Selo independente.
- Coletânea Café Cantante (2006)

Saldanha Rolim
Tumi Music.